# Midnight Madness
Midnight Madness — второй студийный альбом американской рок-группы Night Ranger, изданный 26 октября 1983 года. Одной из самых известных композиций альбома является «Sister Christian».

## Об альбоме
Midnight Madness стал самым продаваемым альбомом Night Ranger, всего было продано более миллиона копий альбома.
В США альбом занял 15-е место в Billboard 200. Американская ассоциация звукозаписывающих компаний присвоила диску платиновый статус.
Песню «Sister Christian» написал барабанщик группы Келли Киги, в ней речь идет о сестре Келли — Кристи, которая была на 10 лет младше, чем он сам, но она росла достаточно быстро. В композиции речь идет именно о взрослении человека.
Её первоначальное название было «Sister Christy», но так как Киги спел Sister Christian, то пришлось озаглавить песню Sister Christian. Она должна была войти в дебютный альбом Night Ranger Dawn Patrol, но по неизвестным причинам не была включена в него. Композиция стала вторым синглом после «(You Can Still) Rock in America».
Альбом заслужил положительные отзывы. Рецензент Эдуардо Ривадавия из Allmusic отметил, что хотя рок-баллада «Sister Christian» стала коммерческим прорывом для Night Ranger, закрепив за ними статус «исполнителя одного хита», но для метал-группы они звучали слишком мягко. Однако, как это заметно по первому треку пластинки, «(You Can Still) Rock in America», коллектив, также как и его соратники по поп-металу, играл тяжелый рок. Обозреватель особо выделил из Midnight Madness мелодичные запоминающиеся треки «Rumours in the Air», «When You Close Your Eyes», «Why Does Love Have to Change».

## Список композиций
1. «(You Can Still) Rock in America» (Блэйдс, Гиллис) — 4:16
2. «Rumours in the Air» (Блэйдс) — 4:33
3. «Why Does Love Have to Change» (Блэйдс) — 3:49
4. «Sister Christian» (Киги) — 5:03
5. «Touch of Madness» (Блэйдс) — 5:01
6. «Passion Play» (Блэйдс) — 4:43
7. «When You Close Your Eyes» (Блэйдс, Фитцджеральд, Гиллис) — 4:19
8. «Chippin’ Away» (Блэйдс, Гиллис) — 4:13
9. «Let Him Run» (Блэйдс, Киги, Уотсон) — 3:29

## Участники записи
- Джек Блэйдс — бас-гитара, вокал (кроме 4)
- Джефф Уотсон — гитара (кроме 4), синтезатор (4)
- Брэд Гиллис — гитара
- Алан Фитцджеральд — клавишные, фортепиано (4)
- Келли Киги — ударные, вокал (4)

### Дополнительный персонал
- Гленн Хьюз — бэк-вокал в «(You Can Still) Rock in America»

### Производство
- Пэт Глэссер — продюсер
- Джон Ван Нест — инженер звукозаписи
- Брайан Гарденер — мастеринг